# Cub (band)
Cub is een voormalige Canadese driekoppige indiepopgroep. De band werd opgericht in 1992 in Vancouver door zangeres-bassiste Lisa Marr, gitariste Robynn Iwata en drumster Valeria Fellini. Hun muziek werd omschreven als cuddlecore, een meer door punk beïnvloede variant van tweepop.

## Geschiedenis
Marr, Iwata en Fellini leerden elkaar kennen toen ze werkten voor de radiozender van de Universiteit van Brits-Columbia, waar zij studeerden. In 1992 richtten zij de band op. Ze hadden nog geen ervaring in de muziekwereld. Zo had Iwata bladmuziek voor zich tijdens live optreden. Tijdens deze optredens deelden ze cadeaus en snoep uit en speelden ze geregeld in hun pyjama's. Ze ontwikkelden met hun simpele, aanstekelijke poppunk een schare fans in het uitgaansleven van Vancouver.
In oktober 1992 gaf de band hun debuut-ep Pep uit op Mint Records. Iwata's broer Randy was mede-eigenaar van het platenlabel. De productie was in handen van de band in samenwerking met Jean Smith. In 1993 volgde het studioalbum Betti-cola. Het hoesontwerp was van de hand van Dan DeCarlo die eerder verantwoordelijk was voor onder andere de styling van de Archie Comics. Fellini verliet de band en werd vervangen door Neko Case tijdens live-uitvoeringen. Zij was eerder al te horen als drumster op het nummer It's true van Betti-cola. In 1994 voegde Lisa G. zich als drumster bij de vaste bezetting. Marr en G. leerden elkaar kennen via het fanzine Self-Esteem Queen. Na de uitgave van Come out come out in 1994 ging Mint Records een contract aan met het Amerikaanse platenlabel Lookout! Records. Hierdoor raakte een groter publiek bekend met Box of hair dat in 1996 verscheen.
Op 10 juni 1997 werden met de hand geschreven berichten op de website van Mint Records geplaatst waarin de opheffing van de band werd aangekondigd.
In 2018 werd een livealbum uitgegeven met de opnames van een live-uitvoering tijdens het radioprogramma Brave New Waves van de Canadese publieke omroep CBC.  De opnames vonden plaats op 19 mei 1993 en de uitzending volgde in januari 1994. Het album verscheen op 12" vinyl, op cd en als streaming media.

## Discografie

### Studioalbums
- Betti-cola, 1993
- Come out come out, 1995
- Box of hair, 1996